# Cololobus rupestris
Cololobus rupestris é uma espécie de planta do gênero Cololobus e da família Asteraceae. 

## Taxonomia
A espécie foi descrita em 1994 por Harold E. Robinson. 
O seguinte sinônimo já foi catalogado:  
- Vernonia rupestris  Gardner

## Forma de vida
É uma espécie rupícola e arbustiva. 

## Descrição
| Caule                            | Caule                  |
| -------------------------------- | ---------------------- |
| cor dos tricoma                  | marrom                 |
| tipo de crescimento              | caule única            |
| tricoma                          | persistente            |
| Inflorescência                   |                        |
| bráctea-involucral externa       | revoluta               |
| posição                          | apical                 |
| Flor                             |                        |
| comprimento dos ramo do estilete | 2 mm                   |
| lobo da corola                   | tão longa quanto larga |

## Conservação
A espécie faz parte da Lista Vermelha das espécies ameaçadas do estado do Espírito Santo, no sudeste do Brasil. A lista foi publicada em 13 de junho de 2005 por intermédio do decreto estadual nº 1.499-R. 

## Distribuição
A espécie é encontrada nos estados brasileiros de Espírito Santo, Minas Gerais e Rio de Janeiro. 
A espécie é encontrada no domínio fitogeográfico de Mata Atlântica, em regiões com vegetação de vegetação sobre afloramentos rochosos.